# Bostrychoplites dicerus
Bostrychoplites dicerus är en skalbaggsart som beskrevs av Pierre Lesne 1899. Bostrychoplites dicerus ingår i släktet Bostrychoplites och familjen kapuschongbaggar. Inga underarter finns listade i Catalogue of Life.